# ابراهیم المصری (بازیکن هندبال)
ابراهیم المصری (عربی: إبراهيم المصري؛ زادهٔ ۱۱ مارس ۱۹۸۹) بازیکن هندبال اهل مصر است.